# 青田街道
青田街道，俗称旧镇, 是中华人民共和国山東省滨州市滨城区下辖的一个乡镇级行政单位，与滨州市区隔黄河而望。
该街道原为旧镇镇，后更名为青田街道，属滨州市管辖。

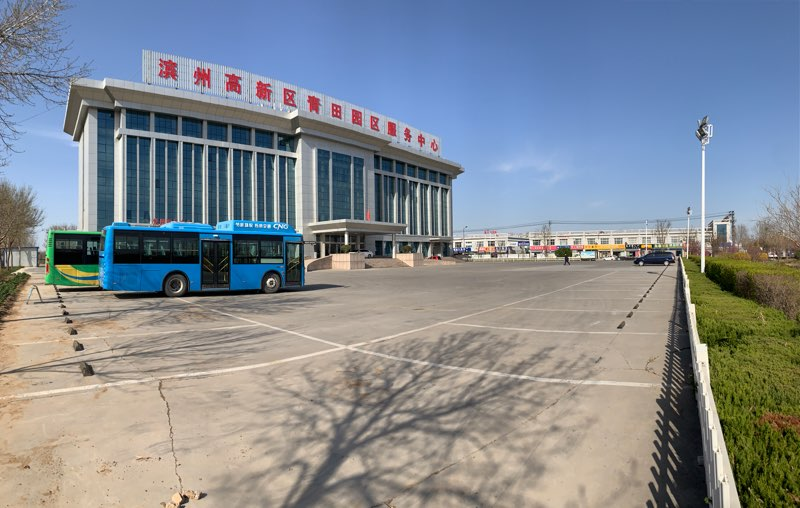
青田街道办事处

## 历史
该镇汉代为千乘郡中心地带。该镇最南端的村庄樊西村南五百米处，即有千乘郡郡治遗址，此城为太守治。该郡治跨漯水而建。此处尚有古漯(音'踏')水河道，但早已干涸。 
明朝初年，始建安定镇，后名旧镇。旧镇之名称，自明朝万历时蒲台县志即存在， 万历年间县志记载：“安定镇又名旧镇，距城南三十里”。镇名与捻军无关。现所宣传“旧”通“救”，实为讹传。

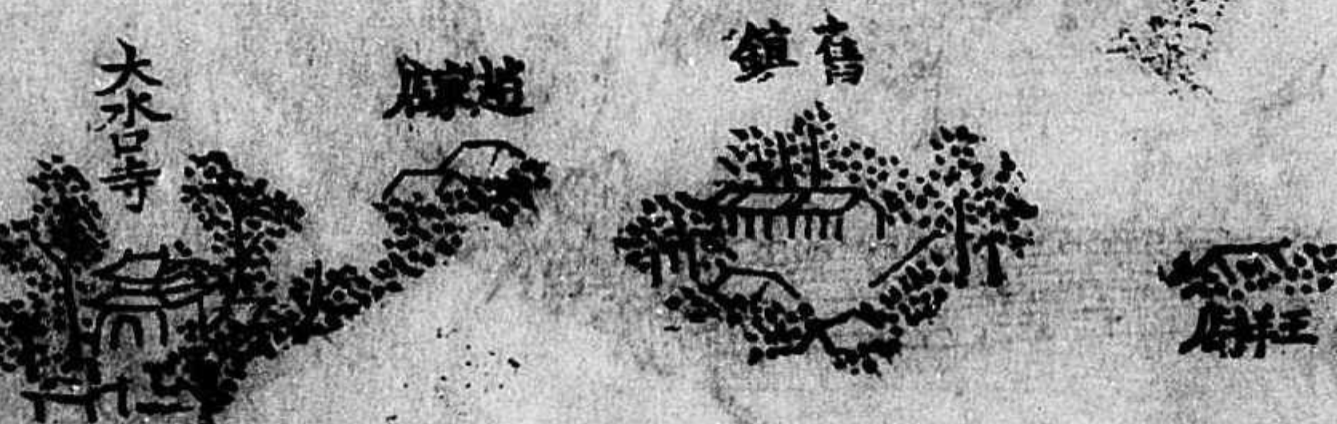
清朝乾隆28年即1763年蒲台县志地图中旧镇

该街道历朝历代均归属蒲台县管辖，原是蒲台县最南的镇甸。因为漯水流经该镇，蒲台县也曾名为漯沃县。1956年蒲台县撤销后，旧镇划归高青县管辖，后在1990年高青县划归淄博市管辖时，旧镇又从高青县脱离，保留在滨州市。
2010年，旧镇镇更名为滨州市滨城区青田街道。

## 地理
该街道北临黄河，据入海口约80公里。街道所辖地区地势平坦。黄河以北为滨州市区，西和南邻高青县，东则为滨州市小营街道。
山东319省道东西向穿过该街道。街道北黄河有浮桥可以北通滨州市区。

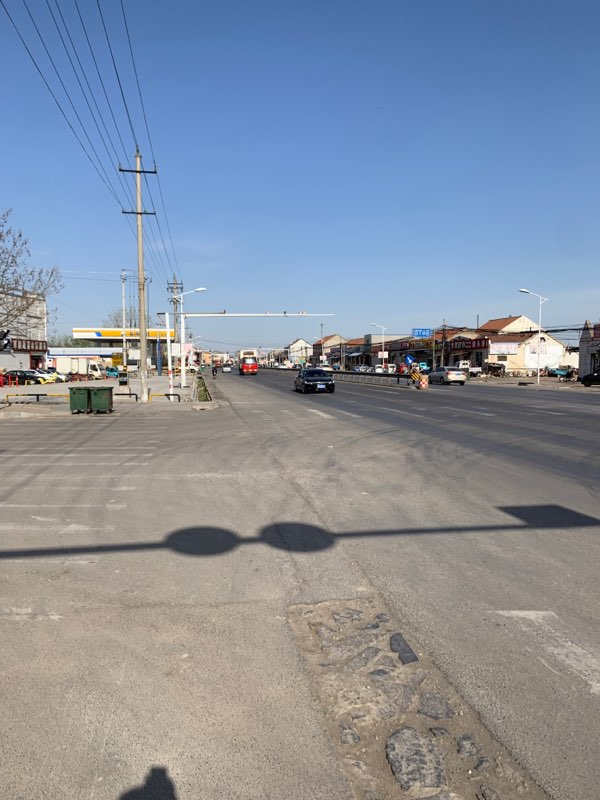
青田街道319省道(鲁)街景

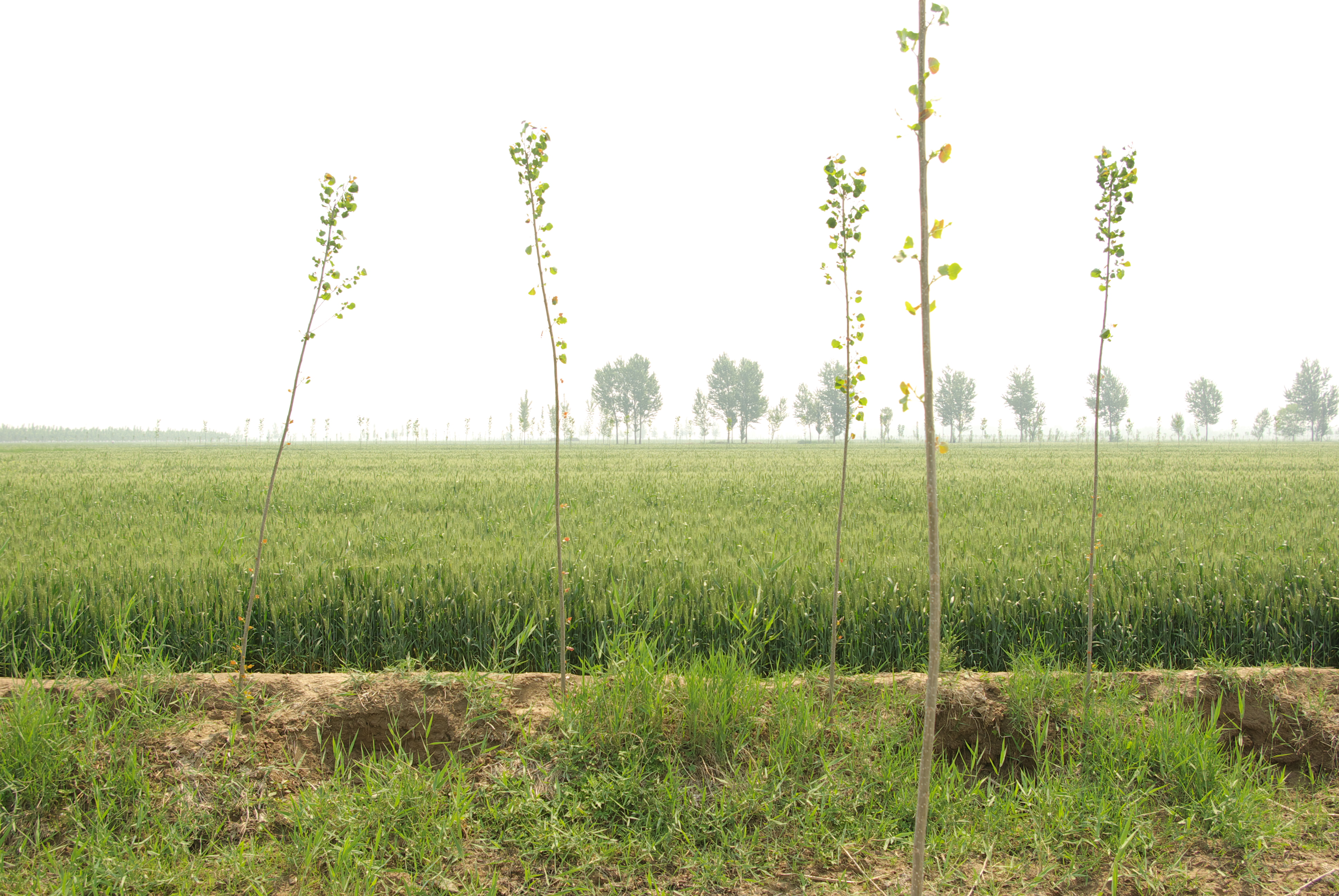
青田街道067乡道边农田

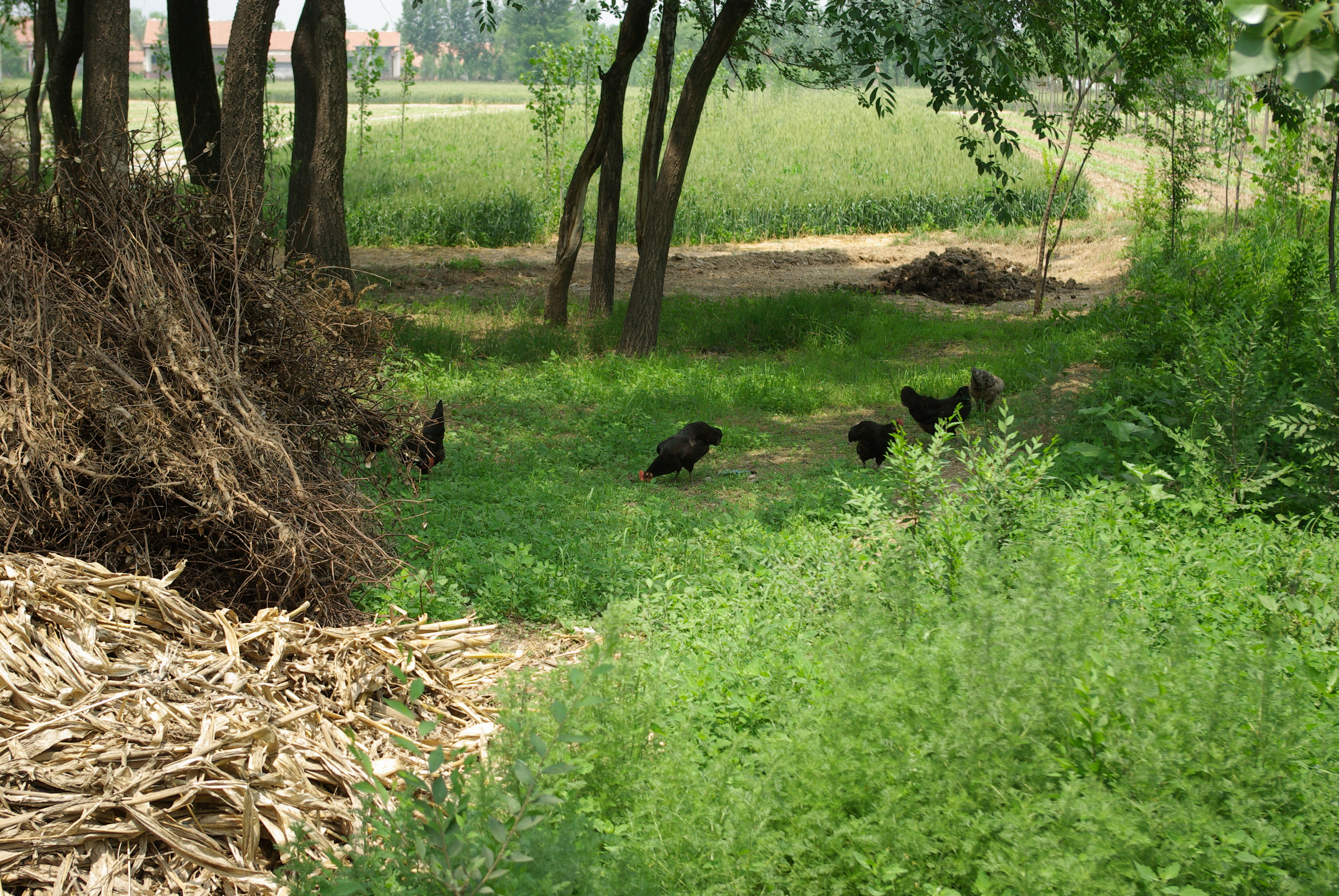
青田街道村落

## 经济
青田街道主要的经济支柱是农业，共有耕地5万亩，种植棉花和小麦，也有其他经济作物如菊花。因在黄河岸边，该镇农田盐碱化严重，种植业偏向抗碱作物。2018年以来，青田街道推广合作制农业，以求提高农民收入，据官方报道，合作化取得了明显效果。
2009年，青田街道和小营街道被列为滨州市高新技术开发区，若干高新技术企业在旧镇落户。

## 行政区划
青田街道下辖以下地区：
旧镇村、营盘村、北新庄村、小付家村、后刘村、王楼村、西牛集村、东牛集村、坡刘村、洪家村、张家庄村、博一村、博二村、博三村、博四村、田西村、田东村、姜家街村、董家集村、小街村、耿家村、举门村、郑家村、彭王庄村、义和庄村、刘王庄村、西常庄村、张龙岗村、三合庄村、任刘赵村、桑行赵村、高官寨村、庄子刘村、尉家口村、高彭庄村、毡刘村、徐一村、徐二村、徐三村、徐四村、道门于村、寺后于村、大道王村、王官家村、彭家沟村、邪地王村、拐沟李村、辛家村、东常庄村、樊东村、樊西村、董家村、南李村、高西村、高东村、西刘村、苏家村、东徐村、小刘家村、杏园马村、大刘村、大李村、邱家村、周家村、郭家庙村、霍家村、大张村、东南张村、药丸家村、蝎子王村、贺家村、南新庄村、洼里付村和窑洼村。